# Strażnica WOP Stilo
Strażnica WOP Zakęcin/Sasin/Stilo – podstawowy pododdział graniczny Wojsk Ochrony Pogranicza pełniący służbę ochronną na granicy morskiej.

## Formowanie i zmiany organizacyjne
Strażnica została sformowana w 1945 w strukturze 19 komendy odcinka Lębork jako 91 strażnica WOP (Jackowo) (Zakenzin/Zakęcin) o stanie 56 żołnierzy. Kierownictwo strażnicy stanowili: komendant strażnicy, zastępca komendanta do spraw polityczno-wychowawczych i zastępca do spraw zwiadu. Strażnica składała się z dwóch drużyn strzeleckich, drużyny fizylierów, drużyny łączności i gospodarczej. Etat przewidywał także instruktora do tresury psów służbowych oraz instruktora sanitarnego. Sformowane strażnice morskiego oddziału OP nie przystąpiły bezpośrednio do objęcia ochrony granicy morskiej. Odcinek dawnej granicy polsko-niemieckiej sprzed 1939 od Piaśnicy, aż do lewego styku z 4 Oddziałem OP ochraniany był przez radziecką straż graniczną wydzieloną ze składu wojsk marszałka Rokossowskiego. Pozostały odcinek granicy od rzeki Piaśnica, aż po granicę z ZSRR zabezpieczała Morska Milicja Obywatelska.
W 1946 strażnica stacjonowała w Sasinie. W kwietniu 1948 nastąpiło przeniesienie 91 strażnicy z Sasina do Stilo.
Od 15 marca 1954 wprowadzono nową numerację strażnic. Strażnica WOP Stilo III kategorii otrzymała numer 88. 
W 1956 rozpoczęto numerować strażnice w systemie brygadowym. Strażnica Stilo otrzymała numer 15. 
W styczniu 1964 strażnica WOP nr 3 Styllo uzyskała status strażnicy lądowej i zaliczona została do III kategorii. Do 31 lipca 1964 strażnica III kategorii Styllo o stanie 48 wojskowych została rozformowana. Budynki strażnicy zostały przekazane dowódcy 16 KBWOP.

## Służba graniczna
Dopiero w kwietniu 1946 strażnica WOP Zakęcin zaczęła przyjmować pod ochronę wybrzeże morskie. Jeszcze w czerwcu 1946, wobec sprzeciwu dowódców radzieckich, strażnica nie przyjęła swojego odcinka.
Strażnice sąsiednie:
90 strażnica WOP Łeba ⇔ 92 strażnica WOP Wierzchucin – 1946

## Dowódcy strażnicy
- por. Grzegorz Zacharczenko[2]
- por. Aleksander Jedreas (był 10.1946)[c].
- st. sierż. Władysław Binek (był w 1953)